# Praia de São Lourenço
Baía e praia de São Lourenço.

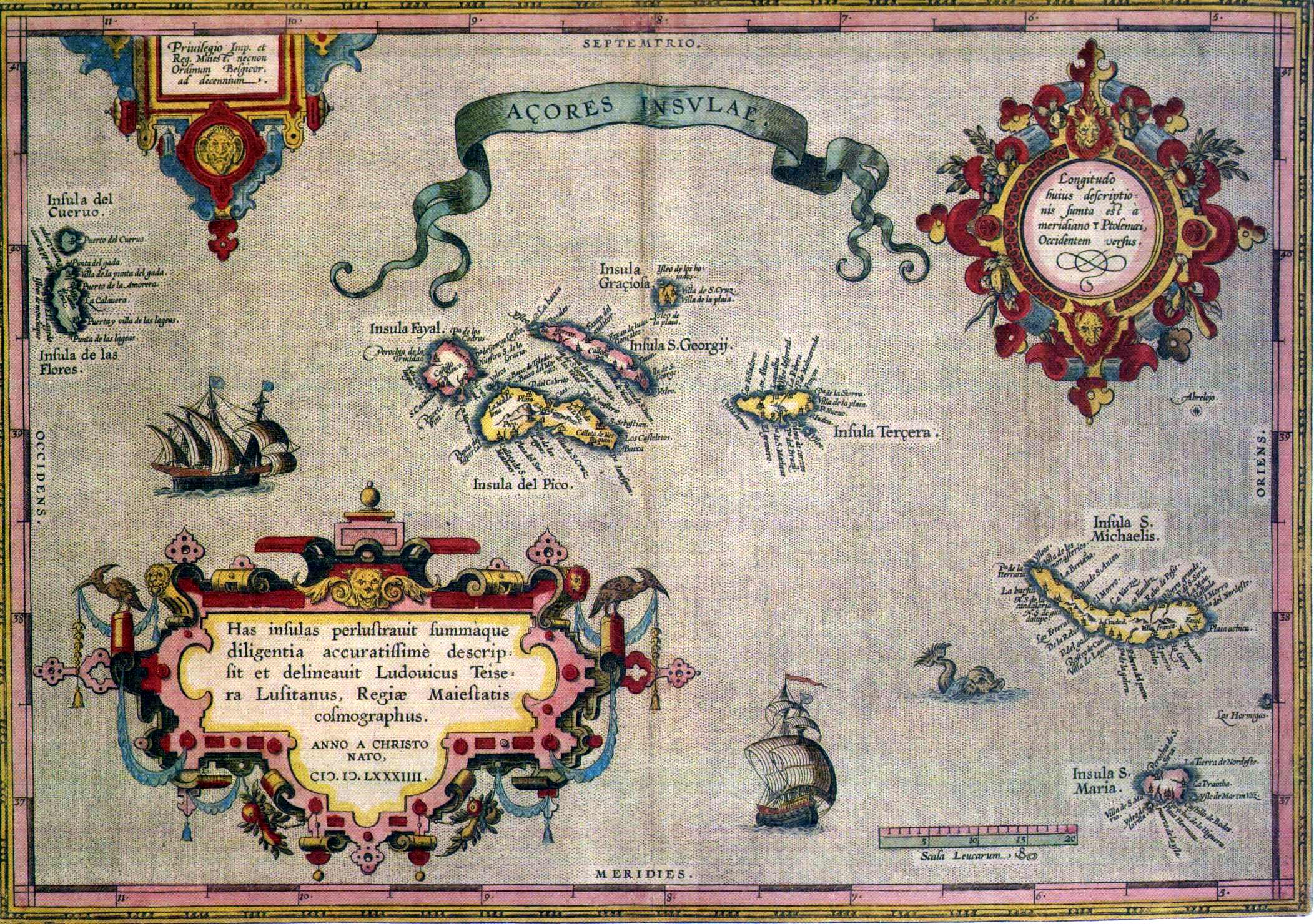
Mapa dos Açores (Luís Teixeira, c. 1584).

A Praia de São Lourenço localiza-se na baía de São Lourenço, na freguesia de Santa Bárbara, município da Vila do Porto, na ilha de Santa Maria, nos Açores.
Encontra-se indicada como uma povoação no "Mapa dos Açores" (Luís Teixeira, c. 1584) como "La Prainha".
De grande extensão, esta praia encontra-se entre as maiores do arquipélago, ao fundo de uma encosta vulcânica muito antiga e ocupada por vinhas plantadas em currais formados ora por sebes vivas ora por muros baixos de pedra basáltica. Das uvas destas vinhas produz-se o vinho de São Lourenço.
O extenso areal é, de quando em vez, recortado por afloramentos de rochedos baixos que avançam mar adentro. Na sua extremidade sul, destaca-se o ilhéu de São Lourenço, curiosa estrutura rochosa dotada de um reduzido cais natural e de uma gruta com estalactites e estalagmites, apenas acessível de barco.
Esta praia e a zona envolvente encontram-se classificadas como reserva natural: a Reserva Natural da Baía de São Lourenço.